# Série de Dirichlet
Em matemática uma série de Dirichlet é qualquer série cuja forma geral é
{\displaystyle f(s)=\sum _{n=1}^{\infty }{\frac {a_{n}}{n^{s}}},}
onde s é um número complexo e an é uma sequência definida no corpo dos números complexos.
A série de Dirichlet tem grande importância na teoria analítica dos números. Seu nome deve-se ao matemático alemão Johann Peter Gustav Lejeune Dirichlet. Um importante caso particular (an = 1) é a função zeta de Riemann.
Esta série também é conhecida como p-séries.